# Ai-Khanum
Ai-Khanum (/aɪ ˈhɑːnjuːm/; que significa ‘Senyora Lluna’; uzbek: Oyxonim) va ser una ciutat fundada al segle IV aC després de les conquestes d'Alexandre el Gran i era una de les ciutats principals del regne greco-bactrià.
La ciutat estava localitzada en la regió de Kunduz al nord-est de l'Afganistan, a la confluència del riu Oxus (l'Amudarja d'avui) i el riu Kokcha (lat N 37° 10' 10"; E llarg 69° 24' 30"), i a la porta del subcontinent indi. Ai-Khanum va ser un dels punts focals de l'hel·lenisme de l'Est durant gairebé dos segles, fins a la seva aniquilació per invasors nòmades al voltant del 145 aC més o menys a la mort d'Eucràtides.
El lloc va ser excavat durant recerques arqueològiques per una missió de DAFA francesa sota Paul Bernard entre 1964 i 1978, així com científics russos. Les recerques s'havien d'abandonar amb el començament de la guerra soviètica a l'Afganistan, durant la qual se saquejava el lloc i s'utilitzava com a camp de batalla, deixant molt poc del material original.

## Localització estratègica
L'elecció d'aquest lloc per a la fundació d'una ciutat va ser escollida probablement per uns quants factors. La regió, irrigada per l'Oxus, tenia un potencial agrícola ric. Els recursos minerals eren abundants al país del darrer cap a l'Hindu Kush, especialment els anomenats "robins" famosos (de fet, espinel·la) des de Badakshan, i or. Finalment, la seva localització en l'encreuament entre territori Bactrià i territoris nòmades al nord, en el fons permetia accés al comerç amb l'imperi xinès.

## Invasions nòmades
Els nòmades indoeuropeus que envaeixen des del nord (els escites i llavors el Yüeh-chi) creuant l'Oxus i penetrant la Bactriana sobre el 135 aC. Sembla que la ciutat s'abandoni totalment entre 130-120 aC. després de la invasió Yüeh-chi. Hi ha evidència de focs enormes a tots els edificis essencials de la ciutat. L'últim rei grecobactrià, Helíocles, va moure la seva capital al voltant de 125 aC de Balkh reinstal·lant-se a la vall de Kabul. Cap moneda d'Heliocles mai es trobava a Ai-Khanum, suggerint que la ciutat es va destruïr al final del regnat d'Eucràtides. Els grecs van continuar controlant diverses parts del nord d'Índia sota el Regne indogrec fins al voltant d'1 aC, fins que els Yüeh-chi s'expandia més al nord de l’Índia i ells mateixos van formar l'imperi Kushan.